# North Wales
North Wales es un borough ubicado en el condado de Montgomery en el estado estadounidense de Pensilvania. En el año 2000 tenía una población de 3,342 habitantes y una densidad poblacional de 2,258.2 personas por km².

## Geografía
Está en las coordenadas 40°12′39″N 75°16′30″O / 40.21083, -75.27500 y tiene una extensión de 1,5km2.

## Demografía
A partir del censo de 2000, había 3.342 personas, 1.299 casas, y 869 familias que residían en la ciudad. La densidad de población fue 2,263.8 / km ². Había 1.330 unidades de vivienda en una densidad media de 900.9/km ². La composición racial de la ciudad era 90,31% blanco, 4,82% afroamericano, 0,06% americanos nativos, 2,09% asiáticos, 0,18% las islas del Pacífico, 0,78% de otras razas y 1,77% de dos o más razas. Hispanos o latinos de cualquier raza eran el 1,50% de la población.

## Gobierno
El borough está gobernado por un alcalde y un consejo de nueve miembros. El alcalde es Doug Ross.